# Margaret Mayall
Margaret Mayall   (comtat de Cecil, 27 de gener de 1902 - Cambridge, 6 de desembre de 1995) va ser una astrònoma estatunidenca. Va ser la directora de l'Associació Americana d'Observadors d'Estrelles Variables (American Association of Variable Star Observers, AAVSO) de 1949 a 1973.

## Estudis i carrera professional
Mayall (nascuda Margaret Lyle Walton) va néixer a Iron Hill, Maryland (EUA) el 27 de gener de 1902. Va assistir a la Universitat de Delaware, on va créixer el seu interès per l'astronomia després de fer cursos de matemàtiques i química. Després es va traslladar a Swarthmore College, on es va llicenciar en Matemàtiques el 1924.
Va obtenir un màster en astronomia al Radcliffe College de la Universitat Harvard el 1928 i va treballar com a assistent d'investigació i astrònoma al Harvard College Observatory (HCO) de 1924 a 1954, treballant inicialment amb Annie Jump Cannon en la classificació dels espectres d'estrelles i l'estimació de la brillantor de les estrelles. Va ser membre del personal d'investigació del Heat Research Laboratory, Special Weapons Group de l'Institut de Tecnologia de Massachusetts (MIT) de 1943 a 1946.

## Vida personal
Mentre treballava a Nantucket, va conèixer a Robert Newton Mayall, membre de l'Associació Americana d'Observadors d'Estrelles Variables (AAVSO). Es van casar l'any 1927.
Va morir d'una insuficiència cardíaca congestiva a Cambridge, Massachusetts, el 6 de desembre de 1995.

## Premis i honors
El 1958 va guanyar el Premi Annie J. Cannon d'astronomia.